# Железнодорожный проспект
Железнодоро́жный проспект — улица в Невском районе Санкт-Петербурга, ограничена проспектом Обуховской Обороны и землеотводом московской ветки Октябрьской железной дороги. Длина — около 1,5 км.

## История
Название известно с 1896 года в форме Железнодорожная улица, связано с тем, что улица шла в железнодорожной линии. С 5 декабря 1956 года — в современной форме Железнодорожный проспект.

## Достопримечательности
- Пролетарский завод
- Парк культуры и отдыха имени И. В. Бабушкина
- Завод «Трубосталь»
- Фабрика «Гигровата», дом 20 — б.комплекс завода Кросновского в кирпичном стиле, построено до 1917.
- Дом 26 — двухэтажное здание, построено до 1917[3]
- Дом 28 — кожно-венерологический диспансер № 12
- Детская больница № 15 им. Цимбалина

## Пересечение
Пересекает следующие улицы:
- улица Бабушкина
- улица Седова
- Белевский проспект